# Chef de rang
Le chef de rang est, dans la restauration, responsable d'un groupe de tables d'un restaurant, appelées rangs. Assistant immédiat du maître d'hôtel, le chef de rang s’acquitte de certaines tâches liées à l’accueil, à l’installation et au service des clients. Ses multiples compétences font de lui l’interlocuteur privilégié des clients d’un restaurant traditionnel ou gastronomique, il peut également travailler dans le milieu de la restauration collective.

## Ses attributions
Dans la pyramide des professions de la salle, celle de chef de rang est la plus importante après le métier de maître d’hôtel. Comme son nom l’indique, il est chargé de l’organisation et de la bonne tenue d’un certain nombre de tables formant une rangée. Avec les agents qui travaillent sous ses directives, à savoir les serveurs et les commis, il reçoit les clients et s’assure qu’ils s’installent confortablement. Après quoi, il leur donne des conseils sur le menu du jour et reçoit la commande. Il envoie dès lors un commis pour notifier au personnel de la cuisine le mets demandé par le client.
Une fois que le repas est servi, le chef de rang, tout en usant de discrétion, apporte son aide au client dans la dégustation du repas. Il peut l’assister par exemple quand il s’agit de découper de la volaille ou de choisir le meilleur vin en accompagnement à un mets. Le travail de l’adjoint du maître d’hôtel est de veiller à ce que le client soit entièrement satisfait de son passage dans l’établissement où il travaille. À la fin du repas, c’est lui qui apporte l’addition au client, encaisse et donne la monnaie en cas de nécessité. On peut retenir que le chef de rang :
- Apprête la salle et notamment la série de tables dont il a la gestion
- Dirige le dressage des couverts
- Accueille le client et l’installe
- Veille à la bonne exécution du service
- S’assure que le client ne manque de rien au cours du repas
- S’occupe des tâches relatives à la caisse

## Son environnement de travail
Pour accéder à ce métier, il faut avoir suivi une formation sanctionnée par des diplômes allant, en France, du BEP (jusqu'en 2021) au baccalauréat professionnel Restauration et au BTS Hôtellerie-Restauration. Toutefois, ce métier est le plus souvent accessible par le biais de l’expérience à différents postes. Mais on peut évoluer vers des fonctions plus importantes une fois que l’on est dans le corps.
Afin de connaître une telle promotion, il doit faire preuve d’une grande habileté à communiquer et développer de grandes qualités de manageur. Fort de ces atouts, il sait comment présenter de façon intéressante les recettes de la maison et trouvera les bons moyens pour mettre au travail les membres de son équipe. En outre, un chef de rang doit savoir parler idéalement une ou plusieurs langues étrangères, notamment l’anglais. Il fera montre d’une grande capacité de résistance à la fatigue.
Comme il est souvent appelé à servir dans de grands restaurants, il lui faut souvent subir des horaires de service spéciaux. Ainsi, le changement du rythme de travail peut exiger de sa part une plus grande implication lors des weekends et des jours de fête. À ces occasions, sa mobilité dans l’espace restreint du restaurant est portée à son niveau maximal. C’est pourquoi le chef de rang doit jouir d’une allure sportive et être capable de se maîtriser et de garder un air courtois malgré les conditions de travail difficiles.
Chaque structure réglemente le port de la tenue professionnelle par ses chefs de rang en leur attribuant un uniforme.  En véritable garant de l’identité du restaurant qu’il représente, le chef de rang se doit d’avoir une tenue irréprochable, couplée à un sens de l’accueil et du service des plus développés.
Le salaire pour ce poste se place dans la fourchette 1600-2000 euros brut par mois, sans compter que ce dernier est complété de pourboires dans plus de 80 % des cas. 